# Ruder-Europameisterschaften 2015

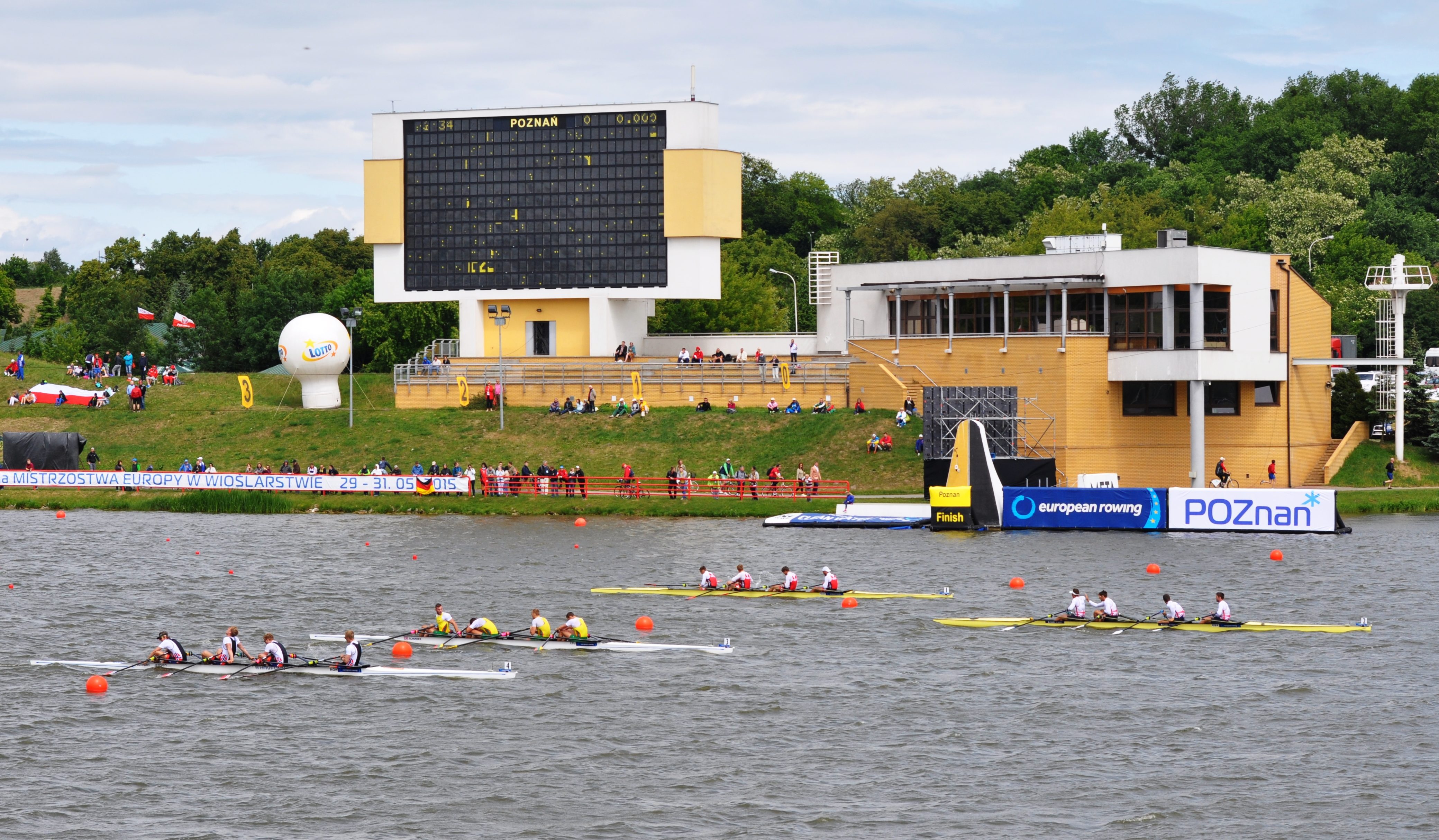
Europameisterschaften 2015

Die Ruder-Europameisterschaften 2015 wurden vom 29. bis 31. Mai 2015 in Posen (Polen) auf dem Maltasee in 17 verschiedenen Bootsklassen ausgetragen. Alle Finals fanden am 31. Mai statt.
Teilnahmeberechtigt war jeweils eine Mannschaft je Bootsklasse aus allen europäischen Mitgliedsverbänden des Weltruderverbandes und aus Israel. Eine Qualifikationsregatta existierte nicht.
Die Ruder-Europameisterschaften fanden nach 1958 und 2007 zum dritten Mal in Posen statt. Den Zuschlag für 2015 erhielt die polnische Bewerbung im Rahmen der Ruder-Europameisterschaften 2013 in Sevilla.

## Ergebnisse
Hier sind die Medaillengewinner aus den A-Finals aufgelistet. Diese waren mit sechs Booten besetzt, die sich über Vor- und Hoffnungsläufe sowie Halbfinals für das Finale qualifizieren mussten. Die Streckenlänge betrug in allen Läufen 2000 Meter.

### Männer
| Bootsklasse                                  | Gold | Gold    | Silber | Silber  | Bronze | Bronze  |
| -------------------------------------------- | --- | ------- | --- | ------- | --- | ------- |
| Einer (M1x)                                  | Kroatien Damir Martin | 6:41,65 | Tschechien Ondřej Synek | 6:46,40 | Norwegen Olaf Tufte | 6:46,61 |
| Leichtgewichts-Einer (LM1x)                  | Frankreich Pierre Houin | 6:54,48 | Slowakei Lukáš Babač | 6:56,36 | Slowenien Rajko Hrvat | 6:57,29 |
| Doppelzweier (M2x)                           | Deutschland Marcel Hacker Stephan Krüger | 6:09,32 | Frankreich Hugo Boucheron Matthieu Androdias | 6:11,14 | Ukraine Serhij Hryn Iwan Futryk | 6:15,80 |
| Leichtgewichts-Doppelzweier (LM2x)           | Frankreich Stany Delayre Jérémie Azou | 6:11,38 | Vereinigtes Königreich Richard Chambers William Fletcher                                                                                            | 6:14,33 | Norwegen Kristoffer Brun Are Strandli | 6:15,53 |
| Doppelvierer (M4x)                           | Russland Wladislaw Rjabzew Pawel Sorin Wjatscheslaw Michailewski Sergei Fedorowzew                                                                         | 5:45,61 | Ukraine Dmytro Michai Artem Morosow Oleksandr Nadtoka Iwan Dowhodko                                                                                 | 5:46,26 | Vereinigtes Königreich Jack Beaumont Sam Townsend Graeme Thomas Peter Lambert                                                                                     | 5:46,89 |
| Zweier ohne Steuermann (M2-)                 | Vereinigtes Königreich James Foad Matt Langridge | 6:27,89 | Frankreich Germain Chardin Dorian Mortelette | 6:28,16 | Serbien Miloš Vasić Nenad Beđik | 6:28,94 |
| Leichtgewichts-Zweier ohne Steuermann (LM2-) | Vereinigtes Königreich Joel Cassells Peter Chambers | 6:28,58 | Frankreich Augustin Mouterde Théophile Onfroy | 6:28,88 | Deutschland Jonas Kilthau Sven Keßler | 6:34,60 |
| Vierer ohne Steuermann (M4-)                 | Vereinigtes Königreich Nathaniel Reilly-O’Donnell Alan Sinclair Tom Ransley Scott Durant                                                                   | 5:55,70 | Griechenland Giannis Tsilis Dionysios Angelopoulos Georgios Tziallas Ioannis Christou                                                               | 5:57,00 | Belarus Wadsim Ljalin Dsjanis Mihal Mikalaj Scharlap Ihar Paschewitsch                                                                                            | 5:57,67 |
| Leichtgewichts-Vierer ohne Steuermann (LM4-) | Schweiz Simon Schürch Mario Gyr Lucas Tramèr Simon Niepmann                                                                                                | 5:52,27 | Frankreich Thibault Colard Guillaume Raineau Thomas Baroukh Franck Solforosi                                                                        | 5:53,69 | Dänemark Kasper Winther Jens Vilhelmsen Jacob Barsøe Jacob Larsen                                                                                                 | 5:53,76 |
| Achter (M8+)                                 | Deutschland Maximilian Munski Malte Jakschik Maximilian Reinelt Eric Johannesen Anton Braun Felix Drahotta Richard Schmidt Hannes Ocik Martin Sauer (Stm.) | 5:24,23 | Vereinigtes Königreich Matthew Gotrel Stewart Innes Peter Reed Paul Bennett Mohamed Sbihi Alex Gregory George Nash William Satch Phelan Hill (Stm.) | 5:26,29 | Russland Anton Saruzki Dmitri Kusnezow Artjom Kossow Nikita Morgatschow Iwan Balandin Georgi Jefremenko Iwan Podschiwalow Alexander Kulesch Pawel Safonkin (Stm.) | 5:27,34 |

### Frauen
| Bootsklasse                        | Gold | Gold    | Silber | Silber  | Bronze | Bronze  |
| ---------------------------------- | --- | ------- | --- | ------- | --- | ------- |
| Einer (W1x)                        | Tschechien Mirka Knapková | 7:30,24 | Schweiz Jeannine Gmelin | 7:32,00 | Belarus Tatjana Kuchta | 7:33,16 |
| Leichtgewichts-Einer (LW1x)        | Vereinigtes Königreich Imogen Walsh | 7:37,37 | Schweden Emma Fredh | 7:37,57 | Deutschland Judith Anlauf | 7:41,82 |
| Doppelzweier (W2x)                 | Polen Magdalena Fularczyk-Kozłowska Natalia Madaj | 6:55,58 | Litauen Donata Vištartaitė Milda Valčiukaitė | 6:57,08 | Vereinigtes Königreich Victoria Thornley Katherine Grainger                                                                                                  | 6:59,63 |
| Leichtgewichts-Doppelzweier (LW2x) | Vereinigtes Königreich Charlotte Taylor Katherine Copeland | 7:00,71 | Deutschland Ronja Fini Sturm Marie-Louise Dräger | 7:05,27 | Polen Joanna Dorociak Weronika Deresz | 7:05,36 |
| Doppelvierer (W4x)                 | Deutschland Annekatrin Thiele Marie-Cathérine Arnold Carina Bär Lisa Schmidla | 6:18,93 | Niederlande Nicole Beukers Chantal Achterberg Inge Janssen Carline Bouw                                                                                | 6:19,54 | Polen Agnieszka Kobus Joanna Leszczyńska Maria Springwald Monika Ciaciuch                                                                                    | 6:20,87 |
| Zweier ohne Steuerfrau (W2-)       | Vereinigtes Königreich Helen Glover Heather Stanning | 6:58,28 | Niederlande Elisabeth Hogerwerf Olivia van Rooijen | 7:04,98 | Rumänien Cristina Grigoraș Laura Oprea | 7:12,56 |
| Achter (W8+)                       | Russland Julija Kalinowskaja Julija Inosemzewa Jelena Lebedewa Anastassija Tichanowa Anastassija Karabelschtschikowa Alexandra Fjodorowa Julija Popowa Alewtina Sawkina Ksenija Wolkowa (Stf.) | 6:08,06 | Niederlande Monica Lanz Jenny de Jong Lies Rustenburg Sophie Souwer Aletta Jorritsma Claudia Belderbos Wianka van Dorp Heleen Boers Ae-Ri Noort (Stf.) | 6:09,70 | Rumänien Mădălina Bereș Denisa Tîlvescu Mihaela Petrilă Ioana Crăciun Adelina Cojocariu Irina Dorneanu Roxana Cogianu Andreea Boghian Daniela Druncea (Stf.) | 6:12,99 |

## Medaillenspiegel
| Platz | Land                   | Gold | Silber | Bronze | Gesamt |
| ----- | ---------------------- | ---- | ------ | ------ | ------ |
| 1     | Vereinigtes Königreich | 6    | 2      | 2      | 10     |
| 2     | Deutschland            | 3    | 1      | 2      | 6      |
| 3     | Frankreich             | 2    | 4      |        | 6      |
| 4     | Russland               | 2    |        | 1      | 3      |
| 5     | Tschechien             | 1    | 1      |        | 2      |
| 5     | Schweiz                | 1    | 1      |        | 2      |
| 7     | Polen                  | 1    |        | 2      | 3      |
| 8     | Kroatien               | 1    |        |        | 1      |
| 9     | Niederlande            |      | 3      |        | 3      |
| 10    | Ukraine                |      | 1      | 1      | 2      |
| 11    | Schweden               |      | 1      |        | 1      |
| 11    | Litauen                |      | 1      |        | 1      |
| 11    | Griechenland           |      | 1      |        | 1      |
| 11    | Slowakei               |      | 1      |        | 1      |
| 15    | Belarus                |      |        | 2      | 2      |
| 15    | Rumänien               |      |        | 2      | 2      |
| 15    | Norwegen               |      |        | 2      | 2      |
| 18    | Slowenien              |      |        | 1      | 1      |
| 18    | Serbien                |      |        | 1      | 1      |
| 18    | Dänemark               |      |        | 1      | 1      |
| Summe | Summe                  | 17   | 17     | 17     | 51     |